# قائمة المواقع الأثرية في مدينة القاهرة خلال عصر أسرة محمد علي
قائمة المواقع الأثرية في مدينة القاهرة خلال عصر أسرة محمد علي- تلك الأسرة التي حكمت مصر تحت السلطة الإسمية للعثمانين خلال الفترة من 1805- 1914م. وتحت الحماية البريطانية حتى عام 1922م واستمرت بعد استقلال مصر حتى عام 1952م، بدأت مع محمد علي باشا وانتهت مع أحمد فؤاد الثاني، وقد تركت هذه الأسرة التي أمتد حكمها حوالي 150 عاماً العديد من الأثار في القاهرة والإسكندرية وغيرهما.ونحاول هنا رصد المواقع الأثرية التي تركنها هذه الأسرة في مدينة القاهرة. ,والتي توزعت على مناطق عدة من بينها: الخليفة والسيدة زينب، والموسكي والمعادي ومصر القديمة ومصر الجديدة ووسط القاهرة وغرب القاهرة والوايلي.

## قائمة المواقع الأثرية
هذه القائمة للمواقع الأثرية تم تصنيفها وفقًا للمنطقة التي يتواجد بها الأثر:

### أولاً: مواقع منطقة الخليفة
| م  | اسم الأثر            | رقم الأثر | الوصف | ملاحظات                |
| -- | -------------------- | --------- | --- | ---------------------- |
| 1  | مسجد السيدة نفيسة    | 394       | المسجد الحالي أنشأه الخديو عباس حلمي الثاني باشا أحد حكام عصر أسرة محمد علي، سنة 1314هـ/ 1896م، ويقع في شارع الأشراف امتداد شارع الخليفة بميدان السيدة نفيسة حي الخليفة بمدينة القاهرة ويقال أن أول من بنى على قبر السيدة نفيسة الوالي العباسي عبيد الله بن السرى بن الحكم من عام 206هـ/ 822م حتى عام 209هـ/ 825م، ثم أعيد بناء الضريح في عهد الدولة الفاطمية سنة 482 هـ / 1089م حيث أقيمت عليه قبة وقد دون تاريخ هذه العمارة على لوحة من الرخام وضعت على باب القبة المدفن، وفي عهد الخليفة الفاطمي الحافظ لدين الله سنة 532هـ/ 1138م تصدعت قبة المشهد النفيسي فأمر بتجديدها كما كسى المحراب بحجر الرخام. وفي سنة 752هـ/ 1351م أمر السلطان الناصر محمد بن قلاوون أن يتولى النظارة على المشهد النفيسي خلفاء الدولة العباسية وكان أول من تولى النظر عليه الخليفة المعتضد بالله أبو الفتح أبو بكر بن المستكفي بالله. وخلال العصر العثماني وتحديداً في سنة 1173هـ/ 1760م قام الأمير عبد الرحمن كتخدا بعمارة المشهد والمسجد النفيسي، وبنى القبة المدفن على هيئتها الموجودة حالياً، وجعل لزيارة النساء طريقاً بخلاف طريق الرجال، وفي سنة 1310 هـ/ 1893م أتلف الحريق جانبًا كبيرًا من المسجد، فأمر الخديو عباس حلمي الثاني بإعادة بناء المسجد وقبة المدفن. |                        |
| 2  | قلعة محمد علي باشا   | 455       | أنشأها محمد علي باشا الكبير مؤسس أسرة محمد علي، وذلك عام 1225هـ/ 1810م، وتقع مواجهة لقلعة صلاح الدين على جبل المقطم بحي الخليفة بمدينة القاهرة، وجاء تخطيطها غير تقليدي يأخذ شكل نجم رباعي غير منتظم، بواجهتها الجنوبية برج عال يرتفع عن أسوار القلعة، كان يوجد به مدفع ميدان طويل المدى، وكانت أسوار القلعة وأبراجها مسلحة بالبنادق والمدفعية قصيرة المدى، ويوجد بالفناء ثكنات للجند، وصهريج ضخم لتخزين المياه التي تحتاج إليها حامية القلعة. |                        |
| 3  | جامع محمد علي الكبير | 503       | أنشأه محمد علي باشا الكبير مؤسس أسرة محمد علي، وذلك عام 1265 هـ/ 1848م، ويقع داخل قلعة صلاح الدين (قلعة الجبل) بحي الخليفة بمدينة القاهرة، وقد بُني هذا المسجد علي غرار مسجد السلطان أحمد بالآستانة |                        |
| 4  | قصر الجوهرة والعدل   | 505       | أنشأه محمد علي باشا الكبير مؤسس أسرة محمد علي، وذلك عام 1229 هـ/ 1814م، ويقع قبلي مسجد محمد علي داخل قلعة صلاح الدين (قلعة الجبل) بحي الخليفة بمدينة القاهرة. | يسمي أيضاً بـ "الكشك"   |
| 5  | دار المحفوظات        | 605       | أنشأها محمد علي باشا الكبير مؤسس أسرة محمد علي، وذلك عام 1244هـ/ 1828م، وتقع في شارع سكة المحجر؛ أمام قلعة الجبل من الناحية الشمالية الغربية بحي الخليفة بمدينة القاهرة. |                        |
| 6  | دار الضرب            | 606       | أنشأها إبراهيم باشا القبطان خلال عصر أسرة محمد علي، وذلك عام 1227هـ/ 1812م، وتقع داخل قلعة صلاح الدين (قلعة الجبل) بحي الخليفة بمدينة القاهرة. |                        |
| 7  | قصر الحرم            | 612       | أنشأه محمد علي باشا الكبير مؤسس أسرة محمد علي، وذلك عام 1243هـ/ 1827م، ويقع داخل قلعة صلاح الدين (قلعة الجبل) بحي الخليفة بمدينة القاهرة، ويشغل هذا القصر حاليًا المتحف الحربي القومي. |                        |
| 8  | مدافن أسرة محمد علي  | 632       | أنشأها ،لوالي محمد علي باشا وذلك عام 1١٨٠٥ وتقع خلف قبة الإمام الشافعي؛ بحي الخليفة بمدينة القاهرة. | تسمى أيضاً "حوش الباشا" |
| 9  | مسجد الرفاعي         | 640       | أنشأته خوشيار هانم والدة الخديو إسماعيل أحد حكام عصر أسرة محمد علي، ما بين عامي 1286هـ/1869م و 1328هـ/ 1910م، ولكن البناء توقف واكتمل مرة أخرى في عهد الخديوي عباس حلمي الثاني ، وينسب هذا المسجد للشيخ علي أبي شباك الرفاعي، ويقع في ميدان الرفاعي أمام ميدان صلاح الدين بحي الخليفة بمدينة القاهرة، ويشغل المسجد مساحة مستطيلة من الأرض خصص الجزء الأوسط منها تقريبًا للصلاة وخصصت باقي المساحة للمداخل والمدافن وملحقاتها. |                        |
| 10 | مسجد الإمام الشافعي  | 646       | أنشأه الخديوي محمد توفيق بن إسماعيل بن إبراهيم باشا بن محمد علي باشا أحد حكام عصر أسرة محمد علي، وذلك عام 1309هـ/ 1891م، وينسب إلى الإمام محمد بن إدريس بن العباس بن عثمان بن شافع بن السائب الشافعي القرشي، ويقع في شارع الإمام الشافعي؛ ميدان الإمام الشافعي بحي الخليفة بمدينة القاهرة. |                        |
| 11 | سبيل وكتاب أم عباس   | 700       | أنشأته السيدة بمبا قادن والدة الوالي عباس حلمي الأول سنة 1284هـ/ 1867م، وموقعه عند بداية شارع السيوفية في نقطة إلتقائه مع شارع الصليبة وشارع شيخون بحي الخليفة بمدينة القاهرة، وينتمي هذا السبيل إلى نمط الأسبلة الوافدة ذات التأثير التركي - الطراز العثماني للأسبلة- والتي شاعت في عصر أسرة محمد علي، حيث اشتمل على واجهة مقوسة يشغلها خمسة شبابيك تسبيل |                        |

### ثانيًا: مواقع السيدة زينب
| م | اسم الآثر                | رقم الأثر | الوصف | ملاحظات |
| - | ------------------------ | --------- | --- | ------- |
| 1 | مسجد وقبة حسن باشا طاهر  | 210       | تم الإنشاء من قبل حسن باشا طاهر خلال عصر أسرة محمد علي، وذلك عام 1224هـ/ 1809م، ويقع في شارع سكة بركة الفيل من شارع الحلمية بحي السيدة زينب بمدينة القاهرة، وأصل هذا المكان كان مسجداً أنشأه الأمير جنكلي بن البابا صاحب الخط المعروف باسمه في منطقة بركة الفيل والذي يعرف بخط ابن البابا، وكان له دار بهذه المنطقة وحمام إندثرا الآن |         |
| 2 | واجهة جامع الحنفي        | 451       | أنشأه الخديوي عباس حلمي الثاني باشا أحد حكام عصر أسرة محمد علي، وذلك عام 1333هـ/ 1914م، ويقع في شارع الحفني؛ الناصرية؛ حي السيدة زينب بمدينة القاهرة. |         |
| 3 | مدفن أحمد باشا طاهر      | 565       | أنشأه أحمد باشا طاهر خلال عصر أسرة محمد علي، وذلك قبل عام 1233هـ/ 1817م، ويقع في شارع سكة بركة الفيل بحي السيدة زينب بمدينة القاهرة. |         |
| 4 | مسجد زين العابدين        | 599       | تم الإنشاء من قبلب عثمان أغا أغات مستحفظان خلال عصر أسرة محمد علي، وذلك عام 1220هـ/ 1805م، وينسب هذا المسجد إلى زين العابدين علي بن الحسين بن علي بن أبي طالب، ويقع في شارع زين العابدين شارع زين العابدين بحي السيدة زينب بالقاهرة، وكان بداية البناء في هذا الموضع في العصر الفاطمي يؤيد ذلك اللوحة التأسيسية المثبتة على مدخل المسجد القديم والوارد بها تاريخ سنة 549 هـ، إلا أن البناء الفاطمي لم يبق منه شيء، والقبة التي تعلو المدفن ترجع إلى عصر المماليك، ثم قام عثمان أغا بتجديد المدفن وإنشاء المسجد الحالي. |         |
| 5 | منزل وقف السيدة زينب     | 620       | أنشأته السيدة زينب خاتون بنت عبد الله البيضا خلال عصر أسرة محمد علي في القرن 13هـ/ 19م، ويقع في شارع الكومي؛ عطفة الكردي بحي السيدة زينب بمدينة القاهرة. |         |
| 6 | قصر إسماعيل باشا المفتش  | 639       | أنشأه إسماعيل باشا صديق المفتش خلال عصر أسرة محمد علي، ما بين عامي 1283هـ/ 1866م و1293هـ/ 1874م، ويقع في ميدان لاظوغلي؛ شارع نوبار بحي السيدة زينب بمدينة القاهرة. |         |
| 7 | مبنى مجلس الوزراء        | 653       | أنشئ هذا المبنى خلال عصر أسرة محمد علي في أوائل القرن 14هـ/ 20م، ويقع في شارع القصر العيني بحي السيدة زينب بمدينة القاهرة. |         |
| 8 | مسجد الشيخ صالح أبو حديد | 708       | أنشأه الخديوي إسماعيل بن إبراهيم باشا بن محمد علي باشا أحد حكام عصر أسرة محمد علي، ما بين عامي 1280/ 1863م و1284هـ/ 1867م، ويقع في شارع الشيخ صالح؛ الناصرية؛ بحي السيدة زينب بمدينة القاهرة. |         |
| 9 | مسجد الحنفي              | 715       | أنشأه الخديوي عباس حلمي الثاني خلال عصر أسرة محمد علي، وذلك عام 1333هـ/ 1914م، ويقع في شارع الحفني؛ الناصرية؛ حي السيدة زينب بمدينة القاهرة. |         |

### ثالثاً: مواقع وسط القاهرة
| م  | اسم الأثر                   | رقم الأثر | الوصف | ملاحظات                    |
| -- | --------------------------- | --------- | --- | -------------------------- |
| 1  | منزل الألايلي والقاياتي     | 368       | أنشأه أحمد بن محمد الألايلي خلال عصر أسرة محمد علي في نهاية القرن 12هـ/ 18م، ويقع في عطفة القاياتي المتفرعة من شارع المعز لدين الله بحي وسط القاهرة. |                            |
| 2  | مسجد سليمان أغا السلحدار    | 382       | تم الإنشاء من قبل الأمير سليمان أغا السلحدار، أحد أمراء محمد علي باشا، وذلك عام 1255هـ/ 1839م، ويقع عند بداية حارة برجوان في شارع المعز لدين الله بحي وسط القاهرة، وهو من المساجد المعلقة، فقد بُنيَّ أسفله حوانيت ومدرسة وسبيل إلى جانب الميضأة، ويتكون تخطيطه من جزئين أحدهما مكشوف وهو الحرم وهو عبارة عن صحن مغطى بسقف من الخشب فتح في وسطه فتحة (شخشيخة) تحيط به 4 أروقة تغطيها قباب صغيرة ضحلة، والجزء الثاني مغطى بسقف خشبي وهو بيت الصلاة، ويتكون من 3 أروقة موازية لحائط القبلة. |                            |
| 3  | سبيل محمد علي               | 401       | قام محمد علي باشا الكبير مؤسس أسرة محمد علي، بإنشاؤه، وذلك عام 1236 هـ/ 1820م، تصدقًا علي روح ابنه الأمير طوسون باشا، ويقع على رأس حارة الروم المتفرعة من شارع المعز لدين الله بحي وسط القاهرة. |                            |
| 4  | سبيل محمد علي باشا          | 402       | أنشأه محمد علي باشا الكبير مؤسس أسرة محمد علي، وذلك عام 1244 هـ/ 1828م، تصدقًا علي روح ابنه الأمير إسماعيل باشا الذي مات بالسودان، ويقع في شارع المعز لدين الله أمام مدرسة الناصر محمد بن قلاوون بحي وسط القاهرة. |                            |
| 5  | سبيل حسن أغا أرزنكان        | 420       | أنشأه الأمير حسن أغا أرزنكان بن صالح خلال عصر أسرة محمد علي، وذلك عام 1246هـ/ 1830م، ويقع في شارع أحمد ماهر (تحت الربع سابقًا)؛ باب الخلق؛ حي وسط القاهرة |                            |
| 6  | سبيل وكتاب وقف الحرمين      | 433       | أنشأه إبراهيم بن أدهم البغدادي خلال عصر أسرة محمد علي، وذلك عام 1271هـ/ 1856م، ويقع في شارع خان جعفر المتفرع من شارع المشهد الحسيني بحي وسط القاهرة. |                            |
| 7  | جامع وسبيل الجوهري          | 462       | أنشأ من قبل الشيخ محمد أبو المعالي بن أحمد الجوهري خلال العصر العثماني، ما بين عامي 1261هـ/ 1845م و 1264هـ/ 1848م، ويقع في عطفة الجوهري المتفرعة من شارع جوهر القائد حي وسط مدينة القاهرة. | ويسمي أختصاراً جامع الجوهري |
| 8  | واجهة حوش عطى               | 499       | أنشأه الأمير العثماني سليمان أغا السلحدار، وذلك عام 1233هـ/ 1817م، ويقع في شارع الجمالية بحي وسط القاهرة. |                            |
| 9  | سقيفة الغوري                | 550       | أنشئت هذه السقيفة في عهد محمد علي باشا الكبير مؤسس أسرة محمد علي، خلال القرن 13هـ/ 19م، وتعرف باسم سقيفة الغوري لأنها ملاصقة لمسجد الغوري، وتقع في شارع التربيعة متفرع من شارع الأزهر بحي وسط القاهرة. |                            |
| 10 | حمام العدوي                 | 567       | أنشأه الشيخ حسن العدوي الحمزاوي المالكي خلال عصر أسرة محمد علي في القرن 13هـ/ 19م، ويقع في شارع جوهر القائد بحي وسط القاهرة، وقد أُخرج من قائمة الآثار الإسلامية. |                            |
| 11 | وكالة السلحدار              | 604       | أنشأها سليمان أغا السلحدار خلال عصر أسرة محمد علي، وذلك عام 1253هـ/ 1837م، وتقع في شارع خان الخليلي بحي وسط القاهرة. |                            |
| 12 | باب بيت القاضي              | 616       | انشئ هذا الباب خلال عصر أسرة محمد علي في القرن 13هـ/ 19م، ويقع في ميدان بيت القاضي بجوار قسم الجمالية بحي وسط القاهرة. |                            |
| 13 | منزلا(1)و(3) بعطفة القاياتي | 644       | أنشئ هذين المنزلين خلال عصر أسرة محمد علي في القرن 13هـ/ 19م، ويقعا بعطفة القاياتي المتفرعة من شارع المعز لدين الله؛ الغورية؛ حي وسط القاهرة. |                            |
| 14 | منزل الجوهري                | 645       | أنشأه محمد أبو المعالي بن أحمد الجوهري خلال عصر أسرة محمد علي، وذلك عام 1262هـ/ 1848م، ويقع في حارة الجوهري من شارع جوهر القائد بحي وسط القاهرة. |                            |
| 15 | متحف الفن الإسلامي          | 650       | أنشأه الخديوي عباس حلمي الثاني بن محمد توفيق بن إسماعيل بن إبراهيم باشا بن محمد علي باشا أحد حكام عصر أسرة محمد علي، وذلك عام 1321هـ/ 1903م، ويقع في شارع بورسعيد (الخليج المصري سابقًا)؛ ميدان باب الخلق بحي وسط القاهرة. |                            |
| 16 | بوابة برجوان                | 713       | أنشأها سليمان أغا السلحدار خلال عصر أسرة محمد علي، وذلك عام 1255هـ/ 1839م، وتقع في شارع المعز لدين الله بحي وسط القاهرة، وتُنسب هذه البوابة إلي الأستاذ أبو الفتوح برجوان الخادم أحد رجال القصر في عصر الخليفة الفاطمي الحاكم بأمر الله، ومازالت الحارة تحمل اسمه. |                            |

### رابعًا: مواقع المعادي
| م | اسم الأثر         | رقم الأثر | الوصف | ملاحظات |
| - | ----------------- | --------- | --- | ------- |
| 1 | بوابة سليمان عبده | 709       | أنشأها سليمان عبده خلال عصر أسرة محمد علي، وذلك عام 1275هـ/ 1858م، وتقع في شارع 87؛ ثكنات المعادي؛ فناء مدرسة ليسيه الحرية بحي المعادي بمدينة القاهرة. |         |

### خامسًا: مواقع حلوان
| م | اسم الأثر           | رقم الأثر | الوصف | ملاحظات |
| - | ------------------- | --------- | --- | ------- |
| 1 | استراحة الملك فاروق | 703       | أنشأها الملك فاروق بن فؤاد الأول بن إسماعيل بن إبراهيم باشا بن محمد علي باشا أحد حكام عصر أسرة محمد علي، وذلك عام 1358هـ/ 1939م، وتقع على شاطئ النيل بحي حلوان بمدينة القاهرة. |         |

### سادساً: مواقع مصر القديمة
| م | اسم الأثر                        | رقم الأثر | الوصف | ملاحظات |
| - | -------------------------------- | --------- | --- | ------- |
| 1 | قناطر مياه الناصر محمد بن قلاوون | 78        | أنشأها السلطان المملوكي البحري الملك الناصر محمد بن قلاوون، وذلك عام 712هـ/ 1312م، وتقع في شارع مجري العيون بحي السيدة زينب بمدينة القاهرة، وتبدأ أعمال الناصر محمد من شارع سور مجرى العيون من الناحية الشرقية وتمتد حتى سواقي فم الخليج. |         |
| 2 | جبخانة محمد علي                  | 623       | أنشأها محمد علي باشا الكبير مؤسس أسرة محمد علي في نهاية القرن 13هـ/ 19م، وتقع في إسطبل عنتر بحي مصر القديمة بمدينة القاهرة. |         |
| 3 | مئذنة سليمان باشا الفرنساوي      | 631       | أنشأها سليمان باشا الفرنساوي خلال عصر أسرة محمد علي، وذلك عام 1277هـ/ 1860م، وتقع في شارع كورنيش النيل بحي مصر القديمة بمدينة القاهرة. |         |
| 4 | كشك المانسترلي                   | 635       | أنشأه حسن فؤاد باشا المانسترلي خلال عصر أسرة محمد علي، وذلك عام 1267هـ/ 1850م، ويقع في نهاية شارع المقياس؛ بجوار مقياس النيل بالروضة؛ حي المنيل بمدينة القاهرة.                                                                           |         |
| 5 | قصر الأمير محمد علي              | 649       | أنشأه الأمير محمد علي الصغير بن الخديوي محمد توفيق بن إسماعيل بن إبراهيم باشا بن محمد علي باشا خلال عصر أسرة محمد علي، ما بين عامي 1319هـ/ 1900م و 1348هـ/ 1929م، ويقع في المنيل بحي مصر القديمة بمدينة القاهرة.                          |         |
| 6 | طواحين الهواء                    | 714       | أنشأها محمد علي باشا الكبير مؤسس أسرة محمد علي، وذلك عام 1249هـ/ 1833م، وتقع في شارع السبع بنات؛ القرافة الكبري؛ حي مصر القديمة بمدينة القاهرة.                                                                                           |         |

### سابعًا: مواقع مصر الجديدة
| م | اسم الأثر   | رقم الأثر | الوصف | ملاحظات |
| - | ----------- | --------- | --- | ------- |
| 1 | قصر البارون | 711       | تم تدشينه من قبل إدوار البارون إمبان خلال عصر أسرة محمد علي، ما بين عامي 1323هـ/ 1906م و1327هـ/ 1909م، ويقع في 17 شارع العروبة؛ امتداد صلاح سالم؛ حي مصر الجديدة بالقاهرة. |         |

### ثامناً: مواقع شبرا
| م | اسم الأثر          | رقم الأثر | الوصف | ملاحظات |
| - | ------------------ | --------- | --- | ------- |
| 1 | قصر عمر باشا طوسون | 641       | تم الإنشاء من خلال عمر باشا طوسون خلال عصر أسرة محمد علي، وذلك عام 1303هـ/ 1886م، ويقع في شارع طوسون من شارع شبرا بحي شبرا بالقاهرة. |         |

### تاسعًا: مواقع غرب القاهرة
| م | اسم الأثر       | رقم الأثر | الوصف | ملاحظات |
| - | --------------- | --------- | --- | ------- |
| 1 | المتحف المصري   | 648       | تم الإنشاء من قبل الخديوي عباس حلمي الثاني بن محمد توفيق بن إسماعيل بن إبراهيم باشا بن محمد علي باشا أحد حكام عصر أسرة محمد علي، ما بين عامي 1315هـ/ 1897م و 1319هـ/ 1901م، ويقع في ميدان التحرير بحي غرب القاهرة، وقد صمم بناء المتحف المهندس الفرنسي مارسيل دور نون على الطراز الكلاسيكي المحدث واستخدمت الخرسانة المسلحة لأول مرة في عملية البناء بمصر. |         |
| 2 | كوبري قصر النيل | 710       | أنشأه الخديوي إسماعيل بن إبراهيم باشا بن محمد علي باشا أحد حكام عصر أسرة محمد علي، وذلك عام 1288هـ/ 1871م، ويقع في شارع التحرير بالقرب من ميدان التحرير بحي غرب القاهرة. |         |

### عاشرًا: مواقع الوايلي
| م | اسم الأثر         | رقم الأثر | الوصف | ملاحظات |
| - | ----------------- | --------- | --- | ------- |
| 1 | مسجد سيدي المحمدي | 629       | هذا المسجد تم انشاؤه خلال عصر أسرة محمد علي، وذلك عام 1298هـ/ 1880م، وينسب المسجد إلى أبو عبد الله محمد بن شمس الدين المحمدي، ويقع في شارع رمسيس خلف عرب المحمدي بحي الوايلي بالقاهرة.                               |         |
| 2 | سراي الزعفران     | 636       | تم الإنشاء من قبل الخديوي إسماعيل بن إبراهيم بن محمد علي باشا أحد حكام عصر أسرة محمد علي، ما بين عامي 1280هـ/ 1863م و 1296هـ/ 1878م، وتقع في شارع الخليفة المأمون داخل مبني جامعة عين شمس بحي الوايلي بمدينة القاهرة |         |
| 3 | قصر السكاكيني     | 647       | أنشأه حبيب باشا جبرائيل أنطوان السكاكيني خلال عصر أسرة محمد علي، وذلك عام 1315هـ/ 1897م، ويقع في ميدان السكاكيني بحي الوايلي بالقاهرة.                                                                               |         |

### حادي عشر: مواقع عابدين
| م | اسم الأثر                      | رقم الأثر | الوصف | ملاحظات |
| - | ------------------------------ | --------- | --- | ------- |
| 1 | مسجد جوهر المعيني              | 611       | أنشأه جوهر المعيني خلال عصر أسرة محمد علي، وذلك عام 1229هـ/ 1814م، ويقع في رقم 6 حارة جوهر بحي عابدين بالقاهرة. |         |
| 2 | مبني مجلس الشورى               | 651       | أنشئ هذا المبنى خلال فترة حكم الخديوي عباس حلمي الثاني بن محمد توفيق بن إسماعيل بن إبراهيم باشا بن محمد علي باشا أحد حكام عصر أسرة محمد علي، وذلك عام 1331هـ/ 1912م، ويقع في شارع مجلس الشعب والقصر العيني بحي عابدين بمدينة القاهرة. |         |
| 3 | مبنى مجلس الشعب                | 652       | تم الإنشاء من قبل الملك فؤاد الأول بن إسماعيل بن إبراهيم باشا بن محمد علي باشا أحد حكام عصر أسرة محمد علي، وذلك عام 1342هـ/ 1923م، ويقع في شارع مجلس الشعب والقصر العيني بحي عابدين بالقاهرة.                                         |         |
| 4 | مبني الجمعية الجغرافية المصرية | 701       | أنشأها الملك فؤاد الأول بن إسماعيل بن إبراهيم باشا بن محمد علي باشا أحد حكام عصر أسرة محمد علي، وذلك عام 1336هـ/ 1917م، وتقع في 109 شارع القصر العيني بحي عابدين بمدينة القاهرة                                                       |         |
| 5 | مبنى المجمع العلمي المصري      | 702       | أنشئ هذا المبنى خلال عهد الملك فؤاد الأول بن إسماعيل بن إبراهيم باشا بن محمد علي باشا أحد حكام عصر أسرة محمد علي، وذلك عام 1338هـ/ 1919م، ويقع في 12 شارع الشيخ ريحان بحي عابدين بمدينة القاهرة.                                      |         |
| 6 | المبنى القديم لبنك مصر         | 704       | أنشأه طلعت حرب خلال عصر أسرة محمد علي، وذلك عام 1328هـ/ 1920م، ويقع في شارع محمد فريد بحي عابدين بمدينة القاهرة. |         |
| 7 | سراي عابدين                    | 705       | تم الإنشاء من قبل الخديوي إسماعيل بن إبراهيم باشا بن محمد علي باشا أحد حكام عصر أسرة محمد علي، وذلك عام 1280هـ/ 1863م، ويقع السراي في ميدان عابدين بحي عابدين بمدينة القاهرة.                                                         |         |
| 8 | منزل البارون ديجلبون           | 707       | دشنه البارون لورد ديجلبون خلال عصر أسرة محمد علي، وذلك عام 1312/ 1894م، ويقع في شارع شريف بحي عابدين بالقاهرة. |         |

### ثاني عشر: مواقع الموسكي
| م | اسم الأثر                 | رقم الأثر | الوصف | ملاحظات |
| - | ------------------------- | --------- | --- | ------- |
| 1 | حوض كتخدا                 | 709       | تم إنشاء هذا الحوض خلال فترة العصر العثماني في القرن 13هـ/ 19م، ويقع في شارع محمد علي بحي الموسكي بالقاهرة.                                                                          |         |
| 2 | مسجد الشيخ درويش العشماوي | 634       | أنشأه الخديوي عباس حلمي الأول بن أحمد طوسون باشا بن محمد علي باشا أحد حكام عصر أسرة محمد علي، وذلك عام 1267هـ/ 1850م، ويقع هذا الأثر في شارع عبدالعزيز؛ العتبة؛ بحي الموسكي بالقاهرة |         |
| 3 | نافورة حديقة الأزبكية     | 637       | تم إنشاؤها من قبل الخديوي إسماعيل بن إبراهيم بن محمد علي باشا أحد حكام عصر أسرة محمد علي، وذلك عام 1280هـ/ 1863م، وتقع في ميدان العتبة بحي الموسكي بمدينة القاهرة.                   |         |

## ثالث عشر: مواقع بولاق
| م | اسم الأثر           | رقم الأثر | الوصف | ملاحظات |
| - | ------------------- | --------- | --- | ------- |
| 1 | مئذنة مسجد صالح أغا | 345       | أنشأت من قبل الأمير صالح أغا قوج خلال عصر أسرة محمد علي، وذلك عام 1220هـ/ 1805م، وهي في أول شارع المطبعة بحي بولاق بالقاهرة، وقد اندثر المسجد والمئذنة وشُطب تسجيلهما من سجلات الآثار. |         |
| 2 | متحف الركائب        | 638       | أنشأ من قبل الخديوي إسماعيل بن إبراهيم بن محمد علي باشا أحد حكام أسرة محمد علي باشا، وذلك عام 1265هـ/ 1863م، ويقع في شارع 26 يوليو بحي بالقاهرة، ونتيجة لاهتمام الخديوي إسماعيل بالركائب الملكية أنشأ ما يعرف في حينه باسم مصلحة الركائب الملكية، واهتم بهذا المتحف من بعده الملك فؤاد الأول، ويضم هذا المتحف عدد من العربات التي استخدمها حكام مصر من أسرة محمد علي في مناسبتهم المتنوعة. |         |

### رابع عشر: مواقع شيرا الخيمة
| م | اسم الأثر     | رقم الأثر | الوصف | ملاحظات |
| - | ------------- | --------- | --- | ------- |
| 1 | سراى محمد علي | 602       | أنشأت من قبل محمد علي باشا الكبير مؤسس أسرة محمد علي، وذلك بعد عام 1223هـ/ 1808م، وهي تقع داخل كلية الزراعة بحي شبرا الخيمة بالقاهرة. |         |

### خامس عشر: مواقع الأزبكية
| م | اسم الأثر                  | رقم الأثر | الوصف | ملاحظات |
| - | -------------------------- | --------- | --- | ------- |
| 1 | سبيل أم محمد علي الصغير    | 642       | أنشأ من فبل السيدة أمينة هانم بنت إبراهيم إلهامي باشا ابن عباس حلمي الأول بن أحمد طوسون باشا بن محمد علي باشا، والتي كانت زوجة للخديوي محمد توفيق بن إسماعيل بن إبراهيم باشا بن محمد علي باشا أحد حكام عصر أسرة محمد علي، وذلك عام 1286هـ/ 1869م، ويقع هذا الأثر في شارع الجمهورية بميدان رمسيس بحي الأزبكية بالقاهرة. |         |
| 2 | مبنى معهد الموسيقي العربية | 706       | أنشأ من قبل الملك فؤاد الأول بن إسماعيل بن إبراهيم باشا بن محمد علي باشا ، وهو أحد حكام عصر أسرة محمد علي، وذلك عام 1343/ 1923م، ويقع هذا الأثر في شارع رمسيس بحي الأزبكية بالقاهرة. |         |